# يكة قوية
يكة قوية (الاسم العلمي:Yucca valida) هي نوع من النباتات تتبع جنس اليكة من الفصيلة الهليونية.